# Атенульф I (князь Капуи)
Атену́льф I Вели́кий (умер в 910) — князь Капуи в 887—910 годах, князь Беневенто в 899—910 годах, принял титул «князь лангобардского народа» (лат. princeps gentis Langobardorum).

## Биография
Атенульф I был младшим сыном Ланденульфа Теанского, одного из сыновей Ландульфа I Капуанского, и, соответственно, младшим братом капуанских правителей Ландо III и Ланденульфа I. В результате многолетней гражданской войны между различными претендентами (тянулась с перерывами в 879—887 годах) Атенульф I при помощи византийцев и Афанасия Неаполитанского стал князем Капуи, отстранив своего брата Ланденульфа I и кузена Панденульфа. В 888 году Атенульф уже воевал с Афанасием, но решающая битва при Сан-Карцио не принесла победы ни одной из сторон.
Затем Атенульф I обратил своё внимание на соседнее княжество Беневенто, переживавшее глубокий кризис и незадолго до этого последовательно завоёванное Византией и Салерно. В 899 году Атенульф I изгнал из Беневенто князя Радельхиза II и в январе 900 года был провозглашён князем Беневенто в местном соборе святой Софии. Епископ Беневенто Пётр, пытавшийся противостоять Атенульфу I, был изгнан из княжества, после чего власти Атенульфа в этом княжестве ничего не угрожало.
Последующие годы Атенульф I посвятил борьбе с арабами. В союзе с Амальфи и неаполитанским герцогом Григорием IV он разгромил сарацин в 903 году. После этого Атенульф I начал подготовку к новой экспедиции против арабов, которая состоялась уже после его смерти и завершилась победой при Гарильяно.
Атенульф I объявил княжества Капую и Беневенто едиными и неделимыми, а в 901 году сделал своим соправителем сына Ландульфа I (по беневентской нумерации, он же III по капуанской нумерации). Тем самым, Атенульф I заложил основу системы управления княжествами, при которой несколько членов династии (отец и сыновья, или несколько братьев, или дядя и племянники) правили одновременно. Атенульф умер в 910 году, его сын и соправитель Ландульф I (III) наследовал ему.